# Flos alter
Flos alter är en fjärilsart som beskrevs av Lambertus Johannes Toxopeus 1929. Flos alter ingår i släktet Flos och familjen juvelvingar. Inga underarter finns listade i Catalogue of Life.